# 오쓰카 쇼헤이
오쓰카 쇼헤이(일본어: 大塚 翔平, 1990년 4월 11일 ~ )는 일본의 전직 축구 선수이다.

## 구단 경력
그는 2009년부터 2018년까지 J리그의 감바 오사카, 제프 유나이티드 지바, 기라반츠 기타큐슈, 가와사키 프론탈레, SC 사가미하라에서 활동하였다.

## 국가대표팀 경력
그는 2007년 FIFA U-17 월드컵에 참가할 일본 U-17 국가대표팀에 발탁되었으며, 3경기에 출전했다. 2010년 아시안 게임에 참가할 일본 U-23 국가대표팀에 발탁되었다.